# Antípatre de Derbe
Antípatre de Derbe grec antic: Ἀντίπατρος, llatí: Antipater) fou un tirà de Derbe (Licaònia). Era amic de Ciceró, que va intercedir davant el procònsol d'Àsia Quint Marci Filip que s'havia enfrontat amb Antípatre i tenia els seus fills com a ostatges.
Amintes de Galàcia el va assassinar per apoderar-se del seu domini.